# هنريك أندرسون
هنريك أندرسون (بالسويدية: Henrik Andersson)‏ هو راكب الكنو سويدي، ولد في القرن العشرين.